# Scatman Crothers
Benjamin Sherman "Scatman" Crothers (Terre Haute, 1910. május 23. – Van Nuys, 1986. november 22.) amerikai színész, zenész.
Legismertebb szerepe Dick Hallorann volt a Ragyogás című 1980-as horrorfilmben. Az 1970-es évek közepén futó Chico and the Man című szituációs komédiában is főszerepet alakított.
Szinkronszínészként számos alkalommal kölcsönözte hangját: ő volt Jazz eredeti hangja a Transformers sorozatban és az 1986-os filmben, továbbá a Hong Kong Phooey címszereplőjét is ő szólaltatta meg. Az 1970-es Macskarisztokratákban Sicc Vicc	eredeti hangja volt.

## Élete és pályafutása

### Fiatalkora és zenei karrierje
1910. május 23-án született Benjamin Sherman Crothers néven, az indianai Terre Haute-ban. Tizenévesen önmagát képezve tanult meg gitározni és dobolni, majd speakeasy helyszíneken lépett fel. 1930-ban saját együttest hozott létre és Közép-Nyugaton zenélt, illetve rádióban is szerepelt. Ekkor vette fel a hangzatosabb „Scatman” művésznevet, a scat énektechnikában való jártassága miatt.

### Filmes és televíziós karrierje
Az 1950-es évek elejétől szerepelt a filmvásznon. 1970-ben a Macskarisztokraták című animációs filmben Sicc Vicc eredeti hangját kölcsönözte. Jack Nicholson négy filmjében tűnt fel: A Marvin Gardens királya (1972), Kincs ez a nő (1975), Száll a kakukk fészkére (1975) és Ragyogás (1980). Utóbbival elnyerte a legjobb férfi mellékszereplőnek járó Szaturnusz-díjat.

## Magánélete
1937-ben vette feleségül Helen Sullivant, házasságuk Crothers 1980-ban bekövetkezett haláláig tartott. Egy lányuk született, Donna Daniels.

## Halála
1986. november 22-én, 76 éves korában hunyt el Van Nuys-i otthonában. Halála előtt éveken át küzdött a tüdőrákkal. Sírhelye a Hollywood Hills-i Forest Lawn Memorial Parkban található.

## Filmográfia

### Film
| Év   | Magyar cím                | Eredeti cím                               | Szerep                              | Magyar hang     |
| ---- | ------------------------- | ----------------------------------------- | ----------------------------------- | --------------- |
| 1951 |                           | Yes Sir, Mr. Bones                        | Scatman                             |                 |
| 1953 |                           | Meet Me at the Fair                       | Enoch Jones                         |                 |
| 1953 | Távol Szumátrától         | East of Sumatra                           | Baltimore                           | Sótonyi Gábor   |
| 1953 |                           | Walking My Baby Back Home                 | Smiley Gordon                       |                 |
| 1956 |                           | Between Heaven and Hell                   | George                              |                 |
| 1958 |                           | The Gift of Love                          | Sam                                 |                 |
| 1959 |                           | Alias Jesse James                         | vasúti hordár                       |                 |
| 1959 |                           | Porgy and Bess                            | Crabman                             |                 |
| 1961 | Rachel Cade bűnei         | The Sins of Rachel Cade                   | Musinga                             |                 |
| 1964 | Nő csapdában              | Lady in a Cage                            | Mr. Paul asszisztense               |                 |
| 1964 |                           | The Patsy                                 | cipőpucoló                          |                 |
| 1965 | Családi ékszerek          | The Family Jewels                         | reptéri alkalmazott                 |                 |
| 1966 |                           | Three on a Couch                          | dzsesszbanda tagja                  |                 |
| 1966 |                           | Alvarez Kelly                             | londiner                            |                 |
| 1969 |                           | Hook, Line & Sinker]                      | tetem                               |                 |
| 1969 | Hello, Dolly!             | Hello, Dolly!                             | Mr. Jones, hordár                   |                 |
| 1970 | Átkozott mama             | Bloody Mama                               | Moses                               |                 |
| 1970 | Jefferson utolsó menete   | The Great White Hope                      | karneváli kikiáltó                  |                 |
| 1970 | Macskarisztokraták        | The Aristocats                            | Sicc Vicc (hangja)                  | Szerémi Zoltán  |
| 1971 |                           | Chandler                                  | Smoke                               |                 |
| 1972 | A Lady bluest énekel      | Lady Sings the Blues                      | Big Ben                             |                 |
| 1972 | A Marvin Gardens királya  | The King of Marvin Gardens                | Lewis                               | Rajhona Ádám    |
| 1973 |                           | Detroit 9000                              | Markham tiszteletes                 |                 |
| 1973 |                           | Slaughter's Big Rip-Off                   | Cleveland                           |                 |
| 1974 |                           | Black Belt Jones                          | Pop Byrd                            |                 |
| 1974 |                           | Truck Turner                              | Duke                                |                 |
| 1975 |                           | Win, Place or Steal                       | kísérő                              |                 |
| 1975 |                           | Linda Lovelace for President              | Super Black                         |                 |
| 1975 | Kincs ez a nő             | The Fortune                               | halász                              |                 |
| 1975 |                           | Coonskin                                  | Pappy / Old Man Bone (hangja)       |                 |
| 1975 | Száll a kakukk fészkére   | One Flew Over the Cuckoo's Nest           | Turkle szolgálatos                  | Szoó György     |
| 1975 | Száll a kakukk fészkére   | One Flew Over the Cuckoo's Nest           | Turkle szolgálatos                  | Gesztesi Károly |
| 1975 |                           | Friday Foster                             | Noble Franklin tiszteletes          |                 |
| 1976 | Maradj éhen!              | Stay Hungry                               | William                             | Garai Róbert    |
| 1976 | A mesterlövész            | The Shootist                              | Moses Brown                         | Pálfai Péter    |
| 1976 |                           | Chesty Anderson, U.S. Navy                | Ben Benson                          |                 |
| 1976 | Száguldás gyilkosságokkal | Silver Streak                             | Ralson, vasúti hordár               | Suka Sándor     |
| 1976 | Száguldás gyilkosságokkal | Silver Streak                             | Ralson, vasúti hordár               | Varga Tamás     |
| 1978 |                           | Mean Dog Blues                            | Mudcat                              |                 |
| 1978 | Bohókás nyomozás          | The Cheap Detective                       | Tinker                              | Vizy György     |
| 1979 |                           | Scavenger Hunt                            | Sam                                 |                 |
| 1980 | Ragyogás                  | The Shining                               | Dick Hallorann                      | Németh Gábor    |
| 1980 | Bronco Billy              | Bronco Billy]'                            | Doc Lynch                           | Surányi Imre    |
| 1980 | Bronco Billy              | Bronco Billy]'                            | Doc Lynch                           | Bolla Róbert    |
| 1982 | Okkuljatok!               | Zapped!                                   | Dexter Jones edző                   | Csikos Gábor    |
| 1982 |                           | Deadly Eyes                               | George Foskins                      |                 |
| 1983 | Homályzóna                | Twilight Zone: The Movie                  | Mr. Bloom ("Kick the Can" szegmens) | Papp János      |
| 1983 |                           | Two of a Kind                             | Earl                                |                 |
| 1985 | Natty Gann utazása        | The Journey of Natty Gann                 | Sherman                             | Rudas István    |
| 1986 | Transformers              | The Transformers: The Movie               | Jazz (hangja)                       | Karsai István   |
| 1986 | Transformers              | The Transformers: The Movie               | Jazz (hangja)                       | Bartucz Attila  |
| 1987 |                           | Transformers: The Return of Optimus Prime | Jazz (hangja)                       |                 |
| 1987 |                           | Rock Odyssey                              | Jukebox (hangja)                    |                 |

### Televízió
| Év        | Magyar cím                           | Eredeti cím                                   | Szerep                                               | Megjegyzések                                  |
| --------- | ------------------------------------ | --------------------------------------------- | ---------------------------------------------------- | --------------------------------------------- |
| 1957      |                                      | The Adventures of Jim Bowie                   | Cicero                                               | 1 epizód                                      |
| 1958      | Alfred Hitchcock bemutatja           | Alfred Hitchcock Presents                     | Timothy                                              | 1 epizód                                      |
| 1958      |                                      | Tarzan and the Trappers                       | Tyana                                                | tévéfilm                                      |
| 1961      |                                      | Bonanza                                       | Jud                                                  | 1 epizód                                      |
| 1967      |                                      | Dragnet                                       | Dave Richmond                                        | 1 epizód                                      |
| 1970–1971 |                                      | Harlem Globetrotters                          | George 'Meadowlark' Lemon (hangja)                   | 22 epizód                                     |
| 1971      |                                      | The Wonderful World of Disney                 | Louie király (hangja)                                | 1 epizód                                      |
| 1971      |                                      | Bewitched                                     | Handler                                              | 1 epizód                                      |
| 1972      |                                      | The Lorax                                     | énekes (hangja)                                      | különkiadás                                   |
| 1972      |                                      | Nichols                                       | Jack                                                 | 1 epizód                                      |
| 1972–1973 | Scooby-Doo újabb kalandjai           | The New Scooby-Doo Movies                     | George 'Meadowlark' Lemon / egyéb szereplők (hangja) | 9 epizód                                      |
| 1973      | Kojak                                | Kojak                                         | Gaylord Fuller                                       | - 1 epizód - magyar hangja: - Versényi László |
| 1974      | Hong Kong Phooey                     | Hong Kong Phooey                              | Hong Kong Phooey / Penrod 'Penry' Pooch (hangja)     | 16 epizód                                     |
| 1974      |                                      | Mannix                                        | Mudcat                                               | 1 epizód                                      |
| 1974      |                                      | The Odd Couple                                | vak férfi                                            | 1 epizód                                      |
| 1974      |                                      | McMillan & Wife                               | Floyd                                                | 1 epizód                                      |
| 1974–1978 |                                      | Chico and the Man                             | Louie a szemetesember                                | 65 epizód                                     |
| 1975      |                                      | Sanford and Son                               | Bowlegs                                              | 1 epizód                                      |
| 1976      | Petrocelli                           | Petrocelli                                    | Jubilee Jones                                        | - 1 epizód - magyar hangja: - Kránitz Lajos   |
| 1977      | Gyökerek                             | Roots                                         | Mingo                                                | minisorozat (1 epizód)                        |
| 1977      |                                      | Dean Martin Celebrity Roast: Angie Dickinson  | önmaga                                               | különkiadás                                   |
| 1977      | Scooby-Doo Rajzfilmolimpia           | Laff-A-Lympics                                | egyéb hangok                                         | 2 epizód                                      |
| 1977      | Starsky és Hutch                     | Starsky and Hutch                             | Fireball                                             | 1 epizód                                      |
| 1977–1978 |                                      | The Skatebirds                                | Scat Cat (hangja)                                    |                                               |
| 1977–1980 | Barlangi kapitány és a tini angyalok | Captain Caveman and the Teen Angels           | egyéb hangok                                         | 2 epizód                                      |
| 1978      | Charlie angyalai                     | Charlie's Angels                              | Jip Baker                                            | 1 epizód                                      |
| 1978–1979 |                                      | Vega$                                         | Rosey                                                | 2 epizód                                      |
| 1978–1984 | Szerelemhajó                         | The Love Boat                                 | Virgil 'Scattergun' Gibson / Malcolm                 | 3 epizód                                      |
| 1979      |                                      | The Super Globetrotters                       | Nate Branch / Liquid Man                             | 13 epizód                                     |
| 1979      |                                      | The Incredible Hulk                           | Edgar McGee                                          | 1 epizód                                      |
| 1980      |                                      | Laverne & Shirley                             | Porter                                               | 1 epizód                                      |
| 1981      | Magnum                               | Magnum, P.I.                                  | Tickler                                              | 1 epizód                                      |
| 1981      |                                      | Trollkins                                     | egyéb hangok                                         | 13 epizód                                     |
| 1981      |                                      | The Harlem Globetrotters on Gilligan's Island | Dewey Stevens                                        | tévéfilm                                      |
| 1982      |                                      | Benson                                        | Tompkins tiszteletes                                 | 1 epizód                                      |
| 1982      |                                      | Madame's Place                                | önmaga                                               | 1 epizód                                      |
| 1982      | Hol vannak a gyerekeim?              | Missing Children: A Mother's Story            | Mose Wheeler                                         | tévéfilm                                      |
| 1983      |                                      | Casablanca                                    | Sam                                                  | 1 epizód                                      |
| 1983      | Taxi                                 | Taxi                                          | Walt                                                 | 1 epizód                                      |
| 1984      | Zsarublues                           | Hill Street Blues                             | Lionel 'Train' Talbot                                | 1 epizód                                      |
| 1984–1986 | Transformers                         | The Transformers                              | Jazz (hangja)                                        | 33 epizód                                     |
| 1985–1986 | Praclifalva lakói                    | Paw Paws                                      | Eugene, a Dzsinn (hangja)                            | 21 epizód                                     |
| 1985      |                                      | The Paper Chase                               | Mr. Sims                                             | 1 epizód                                      |

## Fordítás
- Ez a szócikk részben vagy egészben  a   Scatman Crothers című angol Wikipédia-szócikk ezen változatának fordításán alapul.  Az eredeti cikk szerkesztőit annak laptörténete sorolja fel. Ez a jelzés csupán a megfogalmazás eredetét és a szerzői jogokat jelzi, nem szolgál a cikkben szereplő információk forrásmegjelöléseként.